# ArenaBowl XXX
Match précédent Match suivant
L'ArenaBowl XXX était le match de championnat de la saison 2017 de l'Arena Football League. Le jeu a été diffusé sur AFLNow, Twitter et WPVI-TV,,. Il a opposé le Soul de Philadelphie et le Storm de Tampa Bay au Wells Fargo Center à Philadelphie. Il s'agissait du troisième titre ArenaBowl de Soul et de sa cinquième apparition, alors qu'il s'agissait de la dixième apparition de Storm. Philadelphie a établi un record ArenaBowl pour la plus grande victoire de retour après avoir surmonté un déficit de 20–7.
Le Drive de Détroit, le Storm de Tampa Bay, les Rattlers de l'Arizona et maintenant le Soul de Philadelphie. Philadelphie a inscrit son nom dans l'histoire de l'Arena Football League en devenant la quatrième équipe à remporter l'ArenaBowl deux années de suite, après avoir vaincu le Tampa Bay Storm 44-40 devant 13 648 spectateurs présents au Wells Fargo Center.

## Sommaire du match
Le Soul sonest t champion de l'Arena Football League pour la deuxième saison consécutive. Le match a été serré pendant trois quart-temps, mais Philadelphie a renforcé la défense avec un safety et une interception au quatrième quart-temps pour remporter une victoire de 44-40 dans l'ArenaBowl XXX.
La défensive de Philadelphie a limité Tampa Bay à 194 yards et a intercepté le quarterback Randy Hippeard (14 passes sur 27 pour 4 touchdowns), dont un choix décisif de Dwayne Hollis au 4e quart-temps. La défense de Soul a également enregistré un safety sur un sack de Sean Daniels. Pour Philadelphie, Dan Raudabaugh a obtenu 20 passes sur 34 pour 4 touchdowns et une interception, qui a été retournée pour un touchdown.
Ce fut une bataille défensive acharnée qui a vu un total de 5 turnovers sur les drives, 3 interceptions, 1 sack. un safety et un field goal manqué retourné pour un touchdown.
Avec cette victoire, le Soul devient la première équipe à remporter l'ArenaBowl à domicile depuis le Shock de Spokane dans ArenaBowl XXIII. Clint Dolezel est devenu le sixième entraîneur de l'histoire de l'AFL à remporter un deuxième ArenaBowl.
Pour son deuxième match seulement dans l'Arena Football League, Prince est devenu le premier rookie depuis Rick Hamilton dans ArenaBowl XII à s'emparer de du titre de MVP avec ses deux passes de touchdown associées à trois tacles en équipes spéciales. Les deux touchdowns de Benson lui ont valu le titre de joueur du match offensif, tandis que Romain a remporté le titre de joueur défensif du match.

## Évolution du score
| Temps           | Description des actions                                                          | Score E1-E2 | Score E1-E2 |
| --------------- | -------------------------------------------------------------------------------- | ----------- | ----------- |
| 1er Quart-temps |                                                                                  |             |             |
| 07:10           | Field goal manqué retourné pour 57 yards par Ings (PAT manqué de Lewis)          |             | 0-6         |
| 2e Quart-temps  |                                                                                  |             |             |
| 10:53           | TD de 2 yards par Prince suite d'une passe de Raudabaugh (PAT de Trevino)        |             | 7-6         |
| 08:35           | TD de 35 yards par Hills suite d'une passe de Hippeard (PAT de Lewis)            |             | 7-13        |
| 05:44           | Interception retournée pour 26 yards par Jackson (PAT de Lewis)                  |             | 7-20        |
| 00:30           | TD de 1 yard à la Benson par joueur (PAT de Trevino)                             |             | 14-20       |
| 3e Quart-temps  |                                                                                  |             |             |
| 12:54           | TD de 40 yards par Reynolds suite d'une passe de Raudabaugh (PAT de Trevino)     |             | 21-20       |
| 09:22           | TD de 33 yards par Ings suite d'une passe de Hippeard (PAT de Lewis)             |             | 21-27       |
| 04:32           | TD de 1 yard à la course par Benson (PAT de Trevino)                             |             | 28-27       |
| 4e Quart-temps  |                                                                                  |             |             |
| 09:24           | TD de 1 yard par Prince suite d'une passe de Raudabaugh (PAT de Trevino)         |             | 35-27       |
| 07:33           | Safety de Daniels                                                                |             | 37-27       |
| 06:13           | TD de 42 yards par Hilton suite d'une passe de Hippeard (PAT de Lewis)           |             | 37-34       |
| 05:13           | TD de 16 yards par Kauleinamoku suite d'une passe de Raudabaugh (PAT de Trevino) |             | 44-34       |
| 00:00           | TD de 7 yards par Ings suite d'une passe de Hippeard                             |             | 44-40       |

## Les équipes en présence
| Joueur             | Position | Université                   |
| ------------------ | -------- | ---------------------------- |
| Larry Beavers      | WR       | Wesley College (DE)          |
| Beau Bell          | LB       | UNLV                         |
| Mykel Benson       | FB/LB    | Florida A&M                  |
| Robert Brown       |          | Seton Hill (PA)              |
| Luke Collis        | QB       | Occidental College (CA)      |
| Sean Daniels       |          | Temple                       |
| Thomas Dover       |          | Edinboro State (PA)          |
| Chris Duvalt       | WR       | Illinois                     |
| Tyre Glasper       | OL/DL    | North Carolina               |
| Joe Goosby         | LB       | Tulane                       |
| Dwayne Hollis      |          | North Carolina Wesleyan      |
| Ted Jennings       |          | Connecticut                  |
| Torez Jones        |          | Western Carolina             |
| Shaun Kauleinamoku | WR       | Western Oregon               |
| Justin Lawrence    | FB/LB    | Morgan State                 |
| Poppy Livers       |          | Villanova                    |
| Ryan McDaniel      | WR       | Samford                      |
| Bryce Peila        |          | Western Oregon               |
| Dan Raudabaugh     | QB       | Miami (OH)                   |
| Darius Reynolds    | WR       | Iowa State                   |
| Kent Richardson    | WR/DB    | West Virginia                |
| Kelvin Rodgers     | DB       | Minnesota State              |
| James Romain       | DB       | Delaware State               |
| John Sheehy        |          | West Texas A&M               |
| Michael Simons     |          | Central Connecticut State    |
| Adam Smith         |          | Western Kentucky             |
| Joshua Tate        |          | Clark Atlanta (GA)           |
| Neal Tivis         | OL       | Abilene Christian (TX)       |
| Adrian Trevino     | K        | Missouri Valley College (MO) |
| Zach Zidian        |          | Duquesne                     |

| Joueur             | Position | Université                  |
| ------------------ | -------- | --------------------------- |
| Delbert Alvarado   | K        | South Florida               |
| Leonardo Bates     |          | Louisiana-Lafayette         |
| Chris Bonner       | QB       | Colorado State-Pueblo       |
| John Brown         |          | Florida                     |
| LaMark Brown       |          | Minnesota State-Mankato     |
| Ryan Cave          | OL, OG   | Hampton                     |
| Allen Chapman      |          | Kansas State                |
| Antron Dillon      | DL       | North Alabama               |
| Jabari Gorman      |          | Florida                     |
| Joe Hills          | WR       | Tennessee State             |
| Justin Hilton      | WR       | Indiana State               |
| Randy Hippeard     | QB       | Virginia-Wise               |
| Arthur Hobbs       | DB       | Nebraska-Kearney            |
| Kendrick Ings      |          |                             |
| Alvin Jackson      | WR/LB    | Albany State (GA)           |
| Dallas Jackson     |          | Jacksonville                |
| Dexter Jackson     | DL       | Bethune-Cookman             |
| LaRoche Jackson    | WR/DB    | Clark Atlanta (GA)          |
| Dave Lefotu        |          | Hawai`i                     |
| Cornelius Lewis    | OL       | Tennessee State             |
| Mark Lewis         | K        | Florida International       |
| Monte Lewis        |          | Jacksonville State          |
| Michael Lindsey    | WR       | Northwest Mississippi State |
| Raymond McNeil     | OL/DL    | Fort Valley State (GA)      |
| Jordan Miller      | DT       | Southern                    |
| Kendall Montgomery |          | Bowling Green               |
| Max Nacewicz       |          | Springfield College (MA)    |
| Al Phillips        | DB       | Wagner                      |
| Caesar Rayford     | DL, DL   | Washington                  |
| Greg Reid          | DB       | Florida State               |
| Anthony Shutt      | DB       | Florida A&M                 |
| Damond Smith       |          | South Alabama               |
| Paul Stephens      | DB       | Central Missouri State      |
| Cortez Stubbs      | DB       | Concordia (AL)              |
| Kendal Thompkins   |          | Miami (FL)                  |
| Jeremiah Warren    | OL       | South Florida               |
| Meshak Williams    |          | Kansas State                |

## Statistiques par équipe
| Données                   | Philadelphie | Tampa Bay |
| ------------------------- | ------------ | --------- |
| 1er Downs                 | 19           | 8         |
| Yards à la course         | 29           | 4         |
| Yards à la passe          | 232          | 194       |
| Fumbles/Perdu             | 1/0          | 0/0       |
| Yards en retour de Fumble | 0            | 0         |
| Pénalités/Yards           | 7/42         | 9/59      |
| Temps de possession       | 37:41        | 22:19     |
| Conversion de 3e Down     | 3/10         | 1/4       |
| Conversion de 4e Down     | 3/5          | 0/3       |